# Jintara Poonlarp
Jintara Poonlarp (thai nyelven จินตหรา พูนลาภ), születési nevén Tongbzaj Janlueang (thaiul: ทองใบ จันทร์เหลือง; 1969. március 6.) thai énekes. 1987-ben kezdte a pályafutását, kiadója a GMM Grammy és a Master Tape.

## Diszkográfia

### Studióalbumok
- Took lauk auk rong rian (ถูกหลอกออกโรงเรียน)
- Rak salai dawk fai ban (หมอลำสะออน 1 รักสลายดอกฝ้ายบาน)
- Miss sis Hien (จินตหราครบเครื่อง ชุด 3 มิสซิสเหี่ยน)
- Chewit chun kard ter mai dai (จินตหราครบเครื่อง ชุด 4 ชีวิตฉันขาดเธอไม่ได้)
- Fark kum kor tode (จินตหราครบเครื่อง ชุด 5 ฝากคำขอโทษ)

### Kislemezek
- Tao Ngoy (เต่างอย)[3]
- Phak Dee Thee Jeb (ภักดีที่เจ็บ)[4]
- Nam Ta Yoai Pok (น้ำตาย้อยโป๊ก)[5]
- Puen Thee Tap Son (พื้นที่ทับซ้อน)